# Volkswagen Passat B6
Volkswagen Passat B6 (type 3C) blev fremstillet fra marts 2005 til juli 2010 på fabrikkerne i Emden og Zwickau som efterfølger for B5. Modellen fremstilles også af FAW-Volkswagen, som siden 2006 fremstiller sedanmodellen på fabrikken i Changchun under navnet Volkswagen Magotan og siden 2010 også stationcarmodellen under navnet Volkswagen Variant.
Modellen er blevet kollisionstestet af Euro NCAP i 2005 med et resultat på fem stjerner ud af fem mulige.

## Generelt
- Platform: PQ46
- 11. marts 2005: Introduktion af Passat Limousine
- 19. august 2005: Introduktion af Passat Variant
- Tilbageskift til tværliggende motor og indføring af FSI-motorer (direkte benzinindsprøjtning) og dobbeltkoblingsgearkasse DSG.
- December 2006: Introduktion af den stærkeste model: R36 med 3,6-liters VR6-motor med direkte benzinindsprøjtning og 220 kW (300 hk).
- Torsdag den 25. februar 2010 forlod Passat B6 nr. 1.000.000 samlebåndet i Emden.[2]
- Primo juli 2010: Produktionen indstilles før tid som følge af for lave salgstal.[3]

Passat deler mange komponenter med Golf V (platform PQ35). For at kunne udnytte et større antal tekniske komponenter, blev motoren igen vendt på tværs. I forhold til forgængeren er B6 vokset i alle dimensioner. De på forgængeren lodrette baglygter forløb nu vandret og ind over bagklappen. Bemærkelsesværdig er den fuldt forkromede kølergrill, som rækker ned over kofangeren. B6's profil er præget af det relativt lange overhæng. Som innovationer var en semiautomatisk, elektrisk parkeringsbremse og en startknap ("keyless start") monteret som standard. Paassaten var den første personbil i verden, som fra fabrikken kunne fås med en SAP-telefon. Den kan dog kun bruges med mobiltelefoner, som understøtter rSAP-profilen. Passaten findes i syv udstyrsvarianter: Trendline, Comfortline, Sportline, Highline, BlueMotion, R36 og Individual. Da Passat B6 er forsynet med tværliggende motor, findes V6- og W8-motorerne fra Audi A4 og A6 og forgængeren ikke i Passat B6.
På basis af Passat B6 (undervogn, platform og motorer), men med akselafstanden fra Golf, sælges også en cabriolet i mellemklassen under navnet Eos.
I 2006 blev der i Tyskland nyindregistreret 124.611 Passater. I sommeren 2007 introduceredes Passat BlueMotion. Denne er siden november 2008 udstyret med en 2,0 TDI-motor med 81 kW (110 hk) og har en lavere brændstofforbrug end den hidtidige 1,9 TDI. Det reducerede brændstofforbrug i forhold til de normale modeller skyldes letløbsdæk, en gearkasse med højere udveksling i de høje gear og en luftmodstandsoptimeret undervogn. Dermed reduceredes forbruget med ca. 0,5 liter pr. 100 kilometer. Dette er den anden BlueMotion-model efter Polo BlueMotion, som kom på markedet i sommeren 2006. Merprisen i forhold til 1,9 TDI var ca. 1.000 €. 2,0 TDI BlueMotion udgik kort før indstillingen af hele modelserien. Derefter fandtes der ingen rigtig BlueMotion-model. Kort tid efter introduceredes den nye 1,6 TDI BlueMotion (4,4 l/100 km), som også kunne bestilles som rigtig BlueMotion. Samtidig fandtes 2,0 TDI med 103 kW (140 hk) som BlueMotion Technology (4,8 l/100 km), ligesom 1,6 TDI BlueMotion Technology (4,5 l/100 km). I modsætning til de rigtige BlueMotion-modeller fandtes BlueMotion Technology-modellerne i alle udstyrsvarianter undtagen R-Line og Individual. BlueMotion Technology-modellerne havde ikke R-Line-spoiler som standard.
I starten af 2008 blev Passat R36 introduceret som topmodel med 220 kW (300 hk), både som Limousine og Variant. Topmodellen kunne kendes på ændrede skørter såvel som mere krom end standardmodellerne. 
I februar 2008 blev de hidtidige 2,0 TDI-motorer med 103 kW (140 hk) hhv. 125 kW (170 hk) og pumpe/dyse-indsprøjtning afløst af motorer med commonrail-indsprøjtning og samme effekt. De nye motorer var mere lydsvage. Derudover blev brændstofforbruget på modeller med DSG-gearkasse reduceret med 0,7 liter til 5,8 liter for Limousine og 5,9 liter for Variant. Motorerne kom senere også i Audi A3 og Golf VI. I den nye generation af Audi A4 og i Volkswagen Tiguan fandtes motorerne allerede.
I midten af 2009 kom der en BlueMotion-udgave af 1,4 TSI, som samtidig opfyldte Euro5-euronormen.
I Kina sælger FAW Volkswagen en let modificeret udgave af Passat B6 under navnet Magotan.

### Priser
- 2009: Top Safety Pick 2010[5]

## Udstyrsvarianter
- Trendline: Allerede i denne variant er funktioner som klimaanlæg "Climatic" og elektronisk parkeringsbremse standard. Dog er bagdørene ikke udstyret med el-ruder.
- Comfortline: Denne komfortbetonede variant har yderligere detaljer som f.eks. 6-vejs højdeindstilleligt førersæde inkl. elektrisk indstillelig lændestøtte, fremklappeligt passagersæde, regnsensor og "Coming home"-funktion.
- Sportline: I denne variant er sportslighed og dynamik prioriteret højest. Sportsundervogn og 16" alufælge såvel som 3-eget rat og gearknop i læder understreger den sportslige karakter.
- Highline: Denne udstyrsvariant er den dyreste, men har også mere udstyr som f.eks. læderindtræk, automatisk klimaanlæg "Climatronic" og træpaneler.
- BlueMotion: Denne udstyrsvariant har gennem forskellige tekniske foranstaltninger lavere brændstofforbrug og lavere CO2-emission, dieselmodellerne har også partikelfilter. Med kørecomputeren "Plus" som ekstraudstyr vises der derudover gearskifteanbefalinger i kombiinstrumentet.
- R36: Den stærkeste motor med 220 kW (300 hk) har sin egen udstyrsvariant, standard er f.eks. 18" alufælge og aluminiumspaneler.
- R-Line Edition
- Individual